# 恋するアンカーウーマン
『恋するアンカーウーマン』（原題：Pepper Dennis）は、2006年にアメリカ合衆国のThe WB局で放送されたテレビドラマ。シカゴのテレビ局を舞台に、アンカーを目指すリポーター、ペッパー・デニスの奮闘を描いたコメディである。
2006年4月4日より毎週火曜日の午後9時からの時間帯で放送が開始。しかし視聴率は伸び悩み、The WB局がUPN局との統合によってその年の秋に誕生したThe CW局の番組ラインナップには入れず、7月4日放送分の第13話をもって番組は終了した。
テーマ曲はクリス・トラッパーの「Better Half」。トラッパーは第12話に本人役でゲスト出演し、歌を披露している。
日本ではFOXチャンネルにて、2006年10月1日午後10時に先行放送され、翌10月2日より毎週月曜日の午後9時より放送された。当初は字幕版での放送であったが、後に吹き替え版でも放送された。2007年7月6日にDVD-BOXが発売。放送時は『PEPPER〜恋するアンカーウーマン』という題名であったが、DVD発売後は『恋するアンカーウーマン』で統一されている。

## 主な出演者
- レベッカ・ローミン - ペッパー・デニス（日本語吹替：本田貴子）
- ジョシュ・ホプキンス - チャーリー・バブコック（森田順平）
- ブルック・バーンズ（英語版） - キャシー・ディンクル（大坂史子）
- リンゼイ・プライス - キミー・キム（林真里花）
- ライダー・ストロング - チック（桐本琢也）

## スタッフ
- 原案 - アーロン・ハーバーツ（英語版）、グレッチェン・J・バーグ（英語版）
- 製作総指揮 - アーロン・ハーバーツ、グレッチェン・J・バーグ、ジェイソン・ケイティムズ（英語版）、ショーン・レヴィ、J・J・クレイン
- プロデューサー - ケリー・A・マナーズ、マット・マクギネス、ジョン・ホイットマン
- 演出 - ロバート・バーリンジャー（英語版）、アリソン・リディ＝ブラウン（英語版） 他
- 脚本 - アーロン・ハーバーツ、グレッチェン・J・バーグ、ジェイソン・ケイティムズ、リズ・ヘルデンズ（英語版）、アデール・リム 他
- 撮影 - ジョー・ペネラ（英語版）、ブルース・M・パスターナック
- 音楽 - ダニー・ラックス（英語版）
- 主題歌 - クリス・トラッパー「Better Half」
- 制作 - 21ラップス・エンターテインメント（英語版）、20世紀フォックステレビジョン

## エピソードリスト
| #  | 原題                                       | 邦題                          | 脚本                                         | 監督                       | 初放送日      | 初放送日       |
| -- | ------------------------------------------ | ----------------------------- | -------------------------------------------- | -------------------------- | ------------- | -------------- |
| 01 | Pilot                                      | 新アンカー誕生!               | アーロン・ハーバーツ グレッチェン・J・バーグ | ショーン・レヴィ           | 2006年4月04日 | 2006年10月01日 |
| 02 | Poker Clubs and Boob Cams                  | 隠しカメラ潜入取材大作戦      | アーロン・ハーバーツ グレッチェン・J・バーグ | レヴ・L・スピロ            | 4月11日       | 10月09日       |
| 03 | Frat Boys May Lose Their Manhood           | ペッパー 命がけの生中継       | マット・マクギネス                           | オズ・スコット             | 4月18日       | 10月16日       |
| 04 | Heiress Bridenapped                        | 超セレブ婚! 消えた花嫁        | アデール・リム                               | ロバート・バーリンジャー   | 4月28日       | 10月23日       |
| 05 | Saving Venice                              | 目標! 好感度アップ            | ジェイソン・ケイティムズ                     | アリソン・リディ＝ブラウン | 5月02日       | 10月30日       |
| 06 | Celebrity Twin Could Hang                  | 殺人!? 容疑者は元子役スター   | リサ・パーソンズ                             | マイケル・シュルツ         | 5月09日       | 11月06日       |
| 07 | Curtis Wilson's a Total Nut Job            | 市長候補のスクープを狙え!     | リズ・ヘルデンズ                             | ロバート・バーリンジャー   | 5月16日       | 11月13日       |
| 08 | Hiroshi Watanabe in Bed with Curtis Wilson | 新ルールは“仕事より男”        | クリストファー・ファイフェ                   | アリソン・リディ＝ブラウン | 5月23日       | 11月20日       |
| 09 | Charlie Babcock's Homosexual Encounter     | 衝撃! 人気選手の秘密          | ジェイソン・ケイティムズ                     | ロバート・バーリンジャー   | 5月30日       | 11月27日       |
| 10 | Dennis, Bulgari, Big Losers at ACoRNS      | 独占放送! 授賞式を盛り上げろ  | キャス・リンゲンフェルター                   | デヴィッド・ペイマー       | 6月06日       | 12月04日       |
| 11 | Pepper Dennis Behind Bars                  | 信念の人ペッパー 刑務所へ行く | キャス・リンゲンフェルター                   | アリソン・リディ＝ブラウン | 6月20日       | 12月11日       |
| 12 | True Love Is Dead                          | “真実の愛”紹介所              | アデール・リム リズ・ヘルデンズ              | ピーター・ラウアー         | 6月27日       | 12月18日       |
| 13 | Star Anchor Weds Colleague                 | プロポーズの甘いワナ          | アーロン・ハーバーツ グレッチェン・J・バーグ | アーリーン・サンフォード   | 7月04日       | 12月25日       |